# Voluntários para a Defesa da Pátria
Os Voluntários para a Defesa da Pátria (em francês:  Volontaires pour la défense de la patrie, VDP) é uma milícia burquinense formada em dezembro de 2019 durante a insurreição jihadista no  Burkina Faso.

## História
A milícia dos Voluntários para a Defesa da Pátria foi criada em dezembro de 2019 para se opor aos grupos jihadistas ativos no norte de Burkina Faso: o Estado Islâmico no Grande Saara, o Grupo de Apoio ao Islã e aos Muçulmanos e o Ansarul Islam. Os milicianos recebem 14 dias de treinamento militar e trabalham ao lado do exército em missões de vigilância, informação e proteção. Também atuam como guias e rastreadores e frequentemente estão envolvidos em combate. De acordo com uma contagem da AFP, pelo menos 200 milicianos foram mortos entre o início de 2020 e o verão de 2021.